# Tension at the Seams
Tension At The Seams è il primo album del gruppo metal Extrema uscito nel 1993.

## Tracce
1. Join Hands - 3:47
2. Child O'Boogaow - 3:58
3. Displaced - 4:21
4. Truth Hits Everybody (The Police cover) - 2:17
5. Modern Times - 5:20
6. Double Face - 2:20
7. Road Pirates - 4:17
8. Lawyers Inc. - 3:58
9. And The Rage Awaits - 3:52
10. For God They Die - 4:33
11. Life - 2:34